# فم الضفدع البابواني

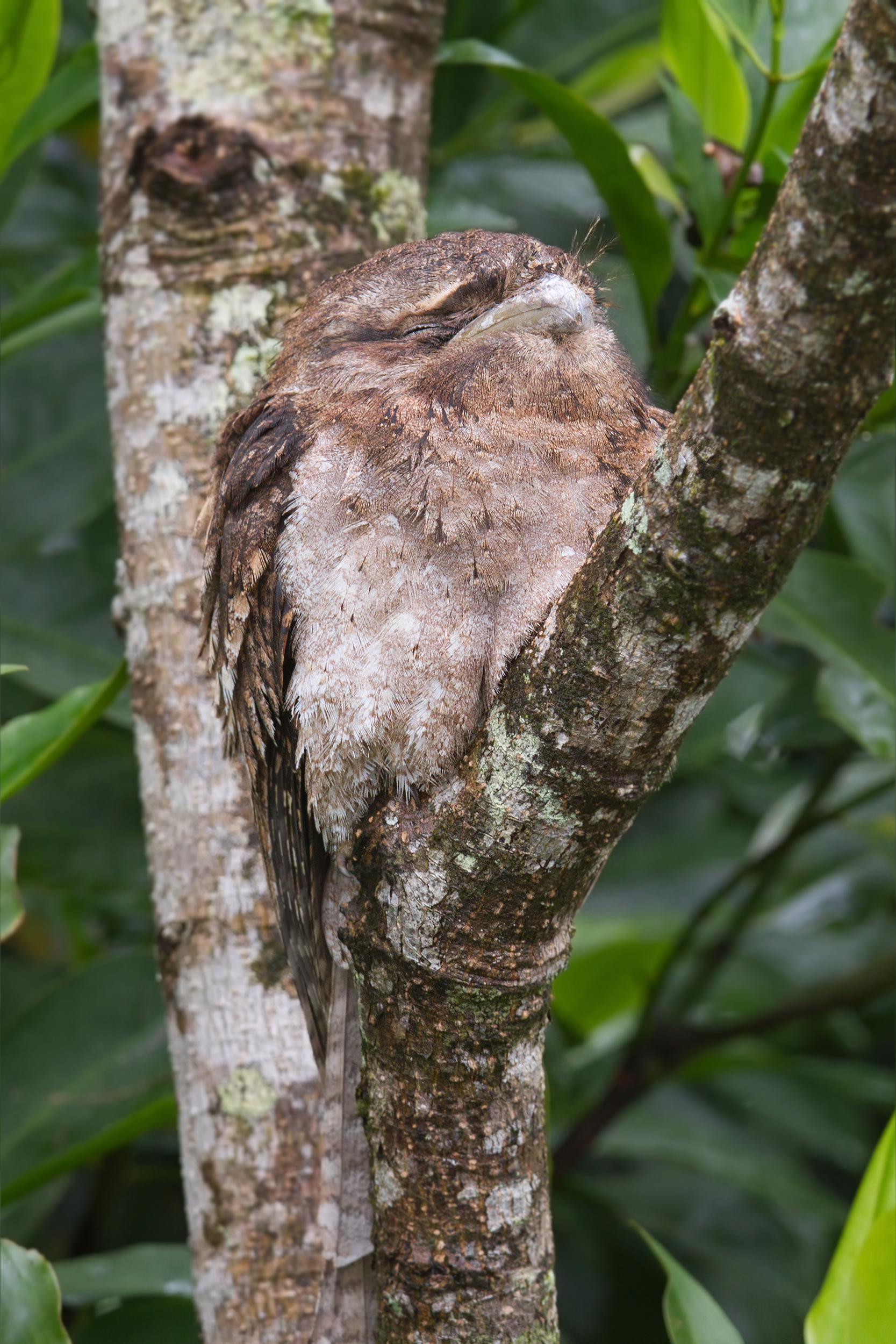
فم الضفدع البابواني مُتخفياً.

فم الضفدع البابواني (الاسم العلمي: Podargus papuensis)، هو أكبر أنواع فصيلة فم الضفدع من حيث الطول، حيث يبلغ طوله في المتوسط حوالي 53 سم، يتميز عن أنواع جنسه وفصيلته بالطول كما أنه يتشابه معهم في لون الأعين الحمراء ولون الأجنحة. يتواجد في أستراليا وبابوا غينيا الجديدة وأندونيسيا. كما أنه بارع جداً في الاختفاء بسبب تشابه جسمه ولونه مع الأغصان.